# Jet d'Eau

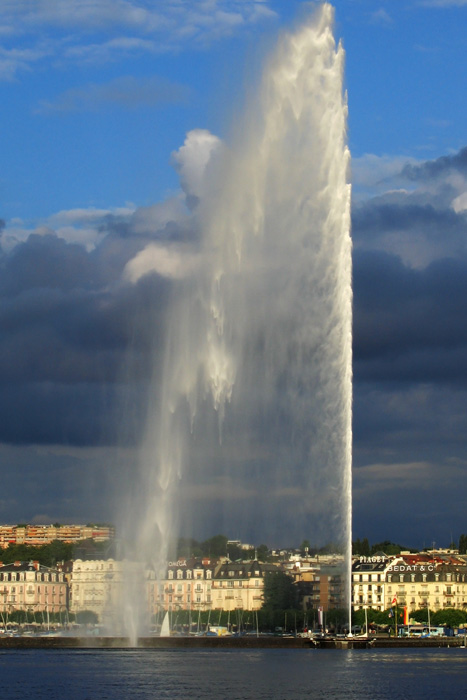
Vista del Jet d'Eau des de la vora dreta del riu

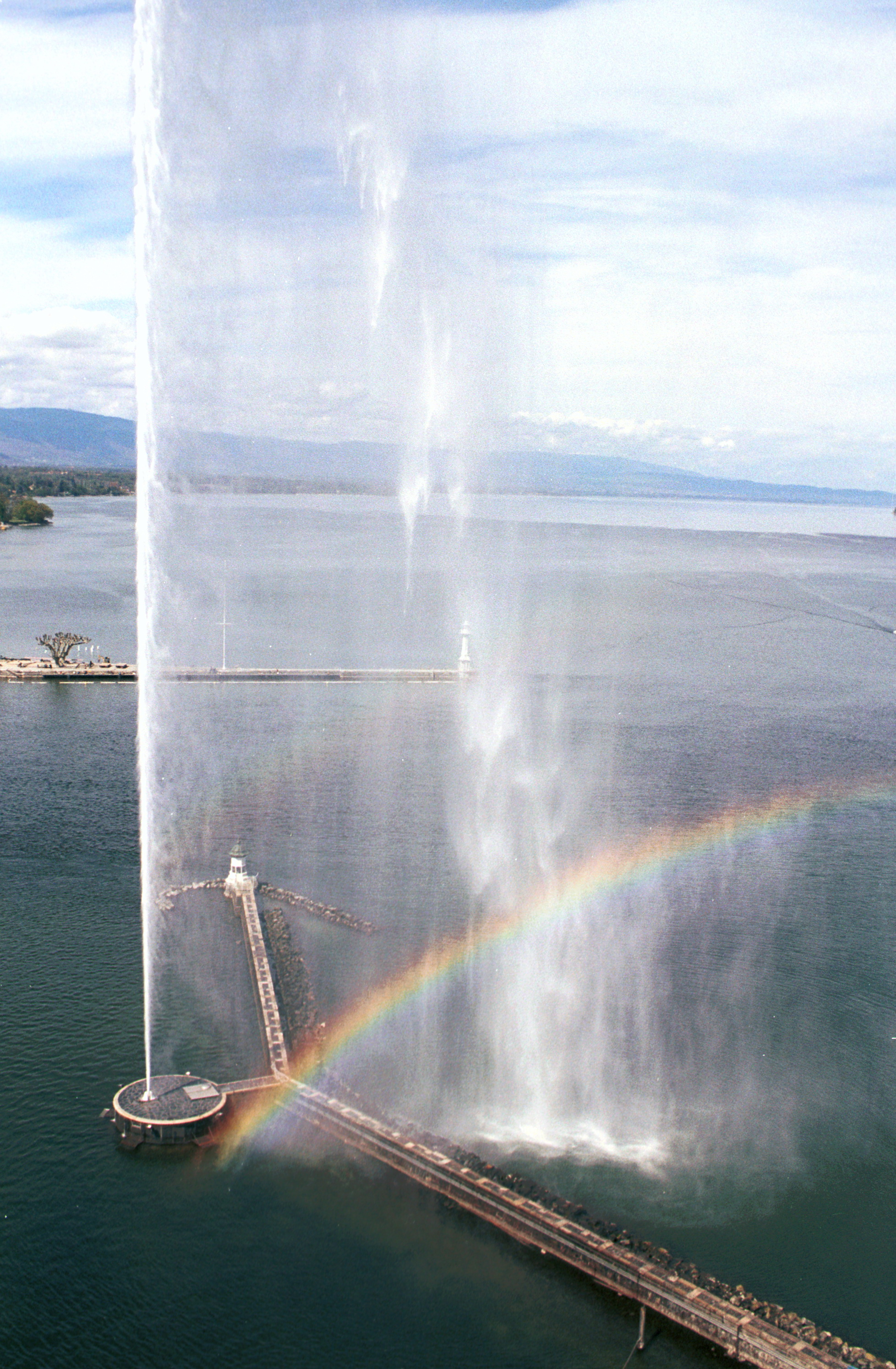
Vista aèria del Jet d'Eau)

El Jet d'Eau (sortidor o raig d'aigua en francès), amb 140 metres d'alçada, és l'emblema de la ciutat de Ginebra, a Suïssa.

## Història
La ciutat de Ginebra va créixer al segle xix de manera considerable, passant de 64.000 habitants l'any 1850 a més de 100.000 a 1890. La necessitat d'aigua és imperativa, tant per a la indústria creixent com per als habitants. La ciutat decideix finalment la construcció d'una fàbrica hidràulica (bomba d'aigua) que comença a donar servei a 1886, amb l'objectiu d'aprofitar el riu Roine per a la ciutat. El problema era que, quan els artesans tancaven en fer-se fosc, la pressió del sistema creixia de manera considerable, fins que es feia perillosa. Per això, els enginyers de les bombes d'aigua van decidir crear una 'segona via' per a on passava l'aigua en moments de gran pressió. Aquesta segona vàlvula d'emergència la van ficar de manera que l'aigua sobrant pujava cap al cel, com un raig d'aigua. Aquest primer Jet d'Eau de la ciutat tenia una alçària de 30 metres.
En juliol de 1891, el Consell Administratiu de la vila va decidir de promoure el Jet d'Eau com una atracció turística, el van moure a la seua posició actual i van augmentar l'alçària del raig d'aigua fins a 90 metres. La seua estrena va coincidir amb la Festa Federal de Gimnàstica, i van connectar la il·luminació per primera vegada el 2 d'agost, fent-ho coincidir amb els 600 anys de la Confederació Helvètica.
Va ser fins a l'any 1951 en què el Jet d'Eau va ser connectat a la resta de canalitzacions d'aigua potable. Actualment el raig té una estació de bombament pròpia, parcialment submergida, i que utilitza directament l'aigua del llac Leman, i per primera vegada pot funcionar tot l'any. Ara per ara, és controlat pels Serveis Industrials de Ginebra (SIG).

## Dades tècniques
- Alçària mitjana del raig d'aigua: 140metres.
- Velocitat de l'aigua a l'eixida: 200 km/h.
- Consum: 500 litres/segon
- Propulsat per dos bombes d'aigua d'una potència de 1000kW cadascuna, funcionant a 2400V.
- Potència de l'enllumenat: 9000w, amb 12 projectors.

## Pàgines externes
- Pàgina oficial del Jet d'Eau Arxivat 2007-07-12 a Wayback Machine. (francès)
- Fotos del Jet d'Eau